# P.Dura 10

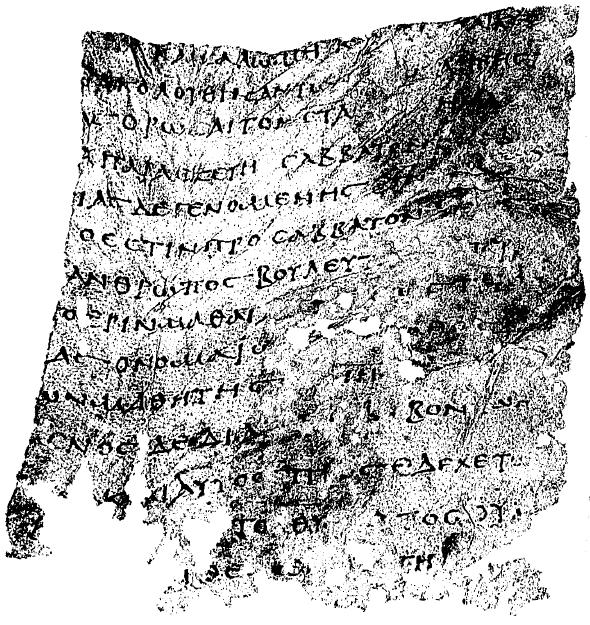
Pergament Dura 10

Das P.Dura 10 (für Pergament Dura Europos 10; in älterer Literatur: P.Dura 24) fand sich am 5. März 1933 bei amerikanisch-französischen Ausgrabungen in der syrischen Stadt Dura Europos und datiert wahrscheinlich ins dritte Jahrhundert n. Chr. Die ältere Forschung sah in dem Text den Teil einer Evangelienharmonie (Diatessaron) von Tatian († ca. 170 n. Chr.). Die neuere Forschung ist dagegen vorsichtiger in der Zuweisung des Schriftstücks, obwohl eine Zuweisung an Tatian eine Option bleibt. Der Text erweckte früh Interesse in der Forschung. Eine erste Publikation fand schon 1935 statt. Das Fragment findet sich heute in der Yale University. In der Katalogisierung biblischer Handschriften von Caspar René Gregory hat es die Nummer 0212.
Die Evangelienharmonie des Tatian, eine Textzusammenstellung aus allen vier Evangelien, ist vor allem im dritten und vierten nachchristlichen Jahrhundert in Syrien gebraucht worden. Sie ist nicht erhalten.
Das Fragment fand sich im Schutt an der Westmauer der Stadt, zwei Häuserblocks nördlich der Hauskirche von Dura Europos. Es ist 9, 5 × 10, 5 cm groß. Es sind noch 15 Zeilen eines griechischen Textes erhalten. Dabei handelt es sich um die Passionserzählung aus dem Neuen Testament, wobei der Text Anleihen aus allen Evangelien hat, jedoch mit keinem von ihnen identisch ist. Der Text enthält Reste von zwei Texteinheiten. Einerseits handelt es sich um die Beschreibung der Zeugen unter dem Kreuz, andererseits um das Begräbnis Jesu. Der originale Text dürfte die ganze Passionsgeschichte umfasst haben. Da diese im frühen Christentum nie allein bezeugt ist, kann geschlossen werden, dass das originale Manuskript ein ganzes Evangelium darstellte.
Der Text ist eine Mischung von Textpassagen, die sich genauso auch in den Evangelien finden, und solchen, die dort keine Entsprechung haben. Es ist deshalb vermutet worden, dass es sich hier um ein Fragment der Evangelienharmonie Tatians handelt. Da jedoch keine weiteren Fragmente von Tatian erhalten sind oder mit Sicherheit ihm zugeschrieben werden können, kann dies weder bewiesen noch widerlegt werden. Es ist auch vermutet worden, dass der Text die griechische Übersetzung eines syrischen Textes ist. Die genauen Übereinstimmungen einiger Phrasen mit den Evangelien sprechen jedoch dagegen.